# Nahor (Terach)
Nahor, Nachor, eller Nakor (hebreiska: נָחֹור) är en ättling till Arpakshad. Nahor är barnbarn till Nahor, son till Terach, och Abrahams storebror. Han var far till Bethuel och hans dotterdotter Rebecka blev hustru till Isak. Hans barnbarnsbarn och Rebeckas brorsdöttrar Rakel och Lea blev Jakobs fruar.